# 1830 en musique classique
| \| • Retour à la chronologie générale de la musique classique • \| |
| Grèce • Rome • Haut Moyen Âge • VIIIe siècle • IXe siècle • Xe siècle • XIe siècle XIIe siècle • XIIIe siècle • XIVe siècle • XVe siècle • XVIe siècle • XVIIe siècle XVIIIe siècle • XIXe siècle • XXe siècle • XXIe siècle |
| • Retour à la chronologie générale de la musique classique • |

| Années en musique classique : 1827 - 1828 - 1829 - 1830 - 1831 - 1832 - 1833    |
| Décennies en musique classique : 1800 - 1810 - 1820 - 1830 - 1840 - 1850 - 1860 |

Cet article présente les faits marquants de l'année 1830 en musique.

## Événements

Édition du Concerto pour piano nº 1 de Chopin

- 28 janvier : Fra Diavolo, opéra-comique de Daniel-François-Esprit Auber, créé à l'Opéra-Comique.
- 6 février : création de I pazzi per progetto de Donizetti,  au Teatro San Carlo de Naples[1].
- 6 mars : création de Il diluvio universale de Donizetti, au San Carlo de Naples[2].
- 11 mars : I Capuleti ed i Montecchi, opéra de Vincenzo Bellini, créé à la Fenice de Venise.
- 17 mars : le Concerto pour piano no 2 de Chopin, créé par le compositeur à Varsovie au Théâtre national sous la direction de Karol Kurpinski.
- 28 mai : Attendre et courir, opéra-comique d'Halévy, créé à l'Opéra-Comique.
- 15 juillet : Création du Real Conservatorio Superior de Música de Madrid.
- 31 juillet : création de Il ritorno desiderato de Donizetti, au Teatro San Carlo de Naples[3].
- 25 août : à Bruxelles, la représentation de l'opéra romantique d'Auber, La Muette de Portici au théâtre de la Monnaie déclenche des émeutes aboutissant à la Révolution belge[4].
- 11 octobre : Concerto pour piano no 1  de Chopin, créé à Varsovie.
- 30 octobre : Sardanapale, cantate de Berlioz, créée à Paris.
- 5 décembre : la Symphonie fantastique d'Hector Berlioz est créée à Paris.
- 20 décembre : Anne Boleyn, opéra de Gaetano Donizetti, créé à Milan.

Date indéterminée
- Symphonie no 5 « Réformation » composée par Mendelssohn (créée en 1832).
- Symphonie no 1 en la majeur de George Onslow.
- Concerto pour violon no 5 en la mineur  de Paganini.
- Le roi George IV accorde une charte royale à la Royal Academy of Music à Londres.

## Prix de Rome
1er Prix : Hector Berlioz et Alexandre Montfort, 2e Prix : Édouard Millault, avec la cantate La Mort de Sardanapale.

## Naissances

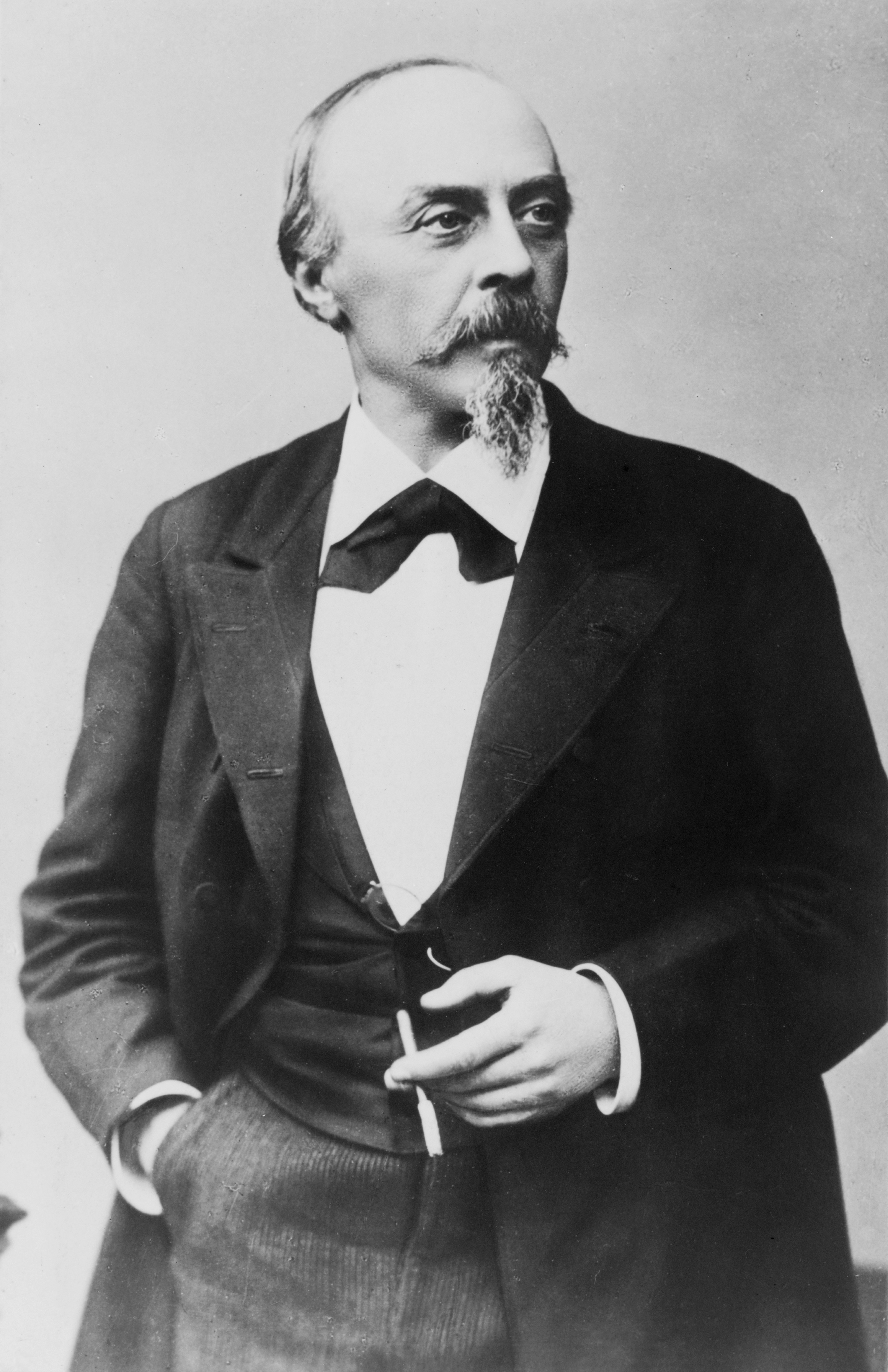
Hans von Bülow

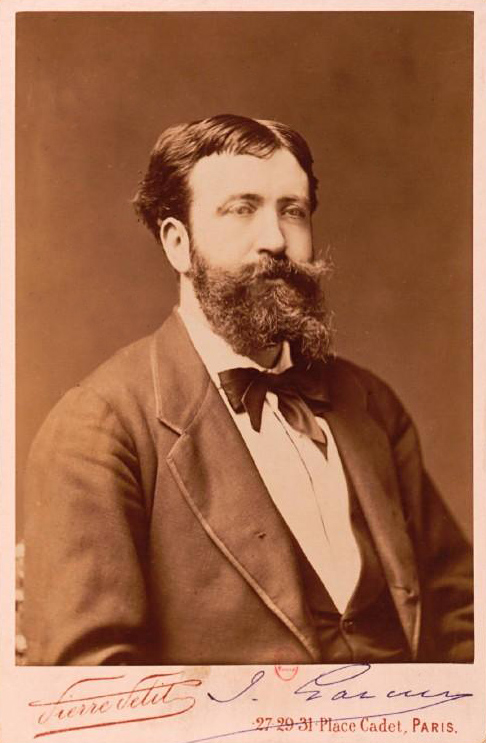
Jules Garcin

- 8 janvier : Hans von Bülow, chef d'orchestre allemand († 12 février 1894).
- 15 janvier : Jean-Baptiste Faure, baryton français († 9 novembre 1914).
- 22 janvier : Vincenzo Petrali, organiste et compositeur italien († 24 novembre 1889).
- 23 janvier : Ivan Petrovitch Larionov, compositeur russe († 22 avril 1889).
- 27 janvier : Georg Hellmesberger II, violoniste et compositeur autrichien († 12 novembre 1852).
- 11 février :
  - Peter Heise, compositeur et organiste danois († 12 septembre 1879).
  - Hans Bronsart von Schellendorff, compositeur, chef d'orchestre et pianiste allemand († 22 novembre 1913).
- 13 février : Cyrille Rose, clarinettiste et compositeur français († 24 juin 1902).
- 23 février : Henri Meilhac, auteur dramatique, librettiste d'opérettes et d'opéras français († 6 juillet 1897).
- 30 mars : Auguste Tolbecque, luthier, compositeur, violoncelliste, musicien et professeur français († 8 mars 1919).
- 13 avril : Eduard Lassen, chef d'orchestre et compositeur belge d'origine danoise († 15 janvier 1904).
- 27 avril : Caroline Barbot, soprano française († 17 septembre 1893).
- 29 avril : Pierre-François Villaret, ténor français († 28 avril 1896).
- 12 mai : Jean Conte, violoniste et compositeur français († 1er avril 1888).
- 18 mai : Károly Goldmark, compositeur hongrois († 2 janvier 1915).
- 2 juin : Olivier Métra, compositeur et chef d'orchestre français († 22 octobre 1889).
- 10 juin : Charles Ainslie Barry, organiste et musicographe britannique († 21 mars 1915).
- 22 juin : Teodor Leszetycki, pianiste et compositeur polonais († 14 novembre 1915).
- 11 juillet : Jules Garcin, violoniste, chef d'orchestre et compositeur français († 10 octobre 1896).
- 18 juillet : Auguste Durand, organiste et éditeur français († 31 mai 1909).
- 19 juillet : André Thibouville, facteur français d'instruments à vent, spécialisé dans les clarinettes († après 1910).
- 23 juillet : François Hippolyte Caussin, luthier français († 9 mars 1898).
- 13 août : Gustav Lange, pianiste et compositeur allemand († 19 juillet 1889).
- 25 septembre : Karl Klindworth, compositeur et chef d'orchestre allemand († 25 juillet 1916).
- 26 octobre : Polibio Fumagalli, compositeur, organiste et pianiste italien († 21 juin 1900).
- 4 novembre : Romain Bussine, poète, baryton, compositeur et professeur de chant français († 20 décembre 1899).
- 14 décembre : Jean Berthelier, comédien et chanteur français († 29 septembre 1888).

Date indéterminée
- Aurore von Haxthausen, compositrice, pianiste et dame d'honneur suédoise († 7 février 1888).

## Décès

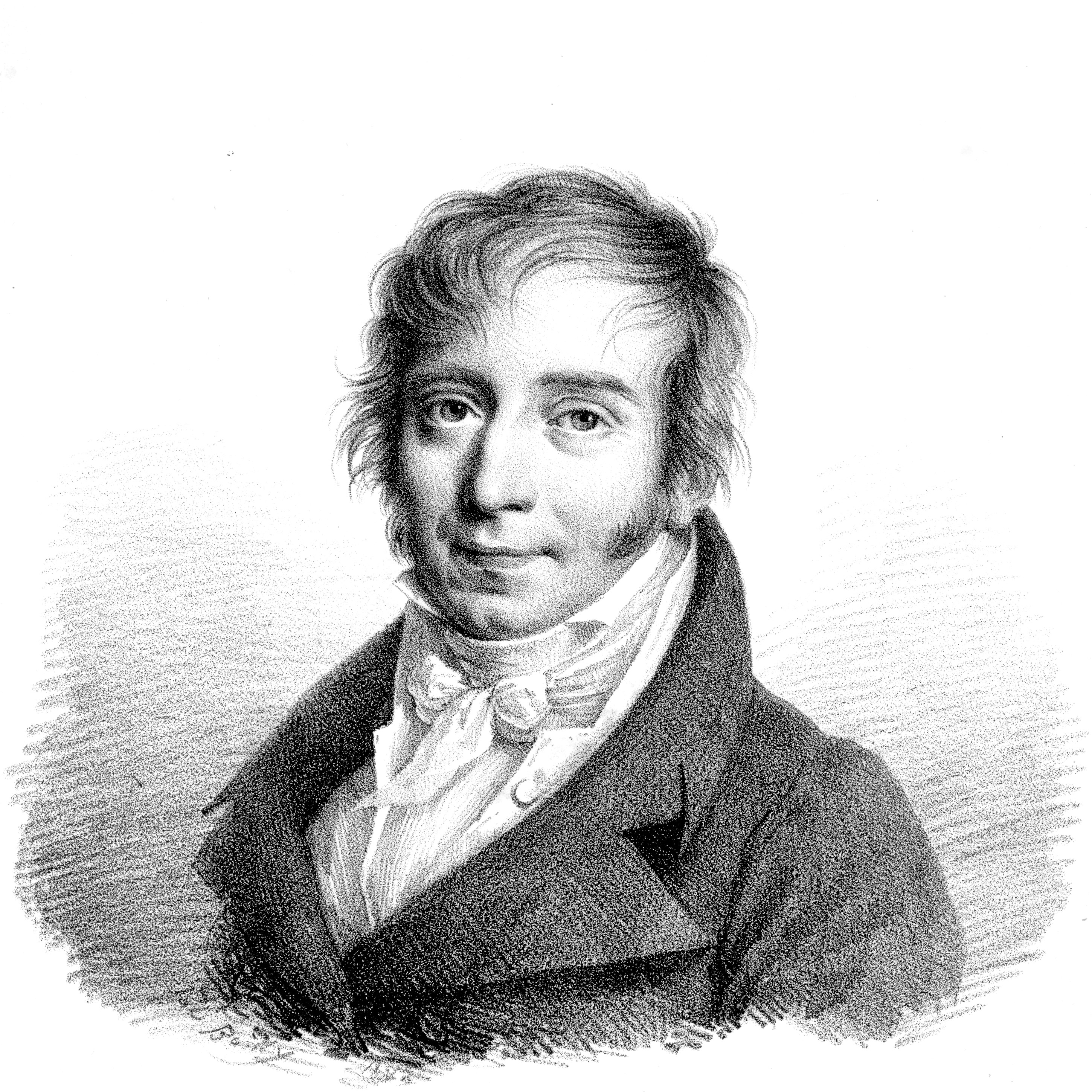
Charles Simon Catel

- 17 février : Marcos Portugal, compositeur et organiste portugais (° 24 mars 1762).
- 2 mars : Ignaz Schuppanzigh, violoniste autrichien (° 20 novembre 1776).
- 18 avril : José Maurício Nunes Garcia, compositeur brésilien (° 22 septembre 1767).
- 10 juillet : Heinrich Backofen, peintre, traducteur, clarinettiste et compositeur allemand (° 6 juillet 1768).
- 19 août : Friedrich Wilhelm Aghte, cantor et compositeur allemand (° 1796).
- 19 septembre : Stanislas Champein, homme politique et compositeur français (° 19 novembre 1753).
- 25 novembre : Pierre Rode, violoniste et compositeur français (° 16 février 1774).
- 29 novembre : Charles Simon Catel, compositeur français (° 10 juin 1773).

Date indéterminée
- Giacomo David, ténor italien († 1750).